# En taule : Mode d'emploi
Pour plus de détails, voir Fiche technique et Distribution.
En taule : Mode d'emploi ou Prison 101 au Québec (Get Hard) est une comédie américaine sortie en 2015. Elle est réalisée par Etan Cohen en tant que premier film et écrit par Etan Cohen, Jay Martel et Ian Roberts.

## Synopsis
James King, un milliardaire et gérant d'un fonds de pension, est arrêté pour malversations financières et condamné à être incarcéré. Mais avant d'aller en prison, le juge lui accorde 30 jours pour remettre ses affaires en ordre. Aux abois, il décide de s'adresser à Darnell Lewis pour le préparer à la vie en prison. Mais en dépit de ses préjugés de milliardaire et de Blanc, James découvre que Darnell, est patron d'une petite entreprise de lavage de voiture et un gros bosseur, qui n'a jamais été verbalisé de sa vie et encore moins incarcéré. 
Ensemble, les deux hommes mettent tout en œuvre pour endurcir James et par la même occasion, ils découvrent qu'ils se sont trompés sur pas mal de choses, notamment l'un sur l'autre.

## Fiche technique
- Titre original : Get Hard
- Titre français : En taule : Mode d'emploi
- Titre québécois : Prison 101
- Pays de production :  États-Unis
- Langue originale : anglais
- Dates de sortie :
  - États-Unis : 27 mars 2015
  - France : novembre 2015 (en VOD)

## Distribution
- Will Ferrell (VF : Maurice Decoster ; VQ : François Godin) : James King
- Kevin Hart (VF : Lucien Jean-Baptiste ; VQ : Martin Watier) : Darnell Lewis
- Craig T. Nelson (VF : Pierre Dourlens ; VQ : Vincent Davy) : Martin Barrow

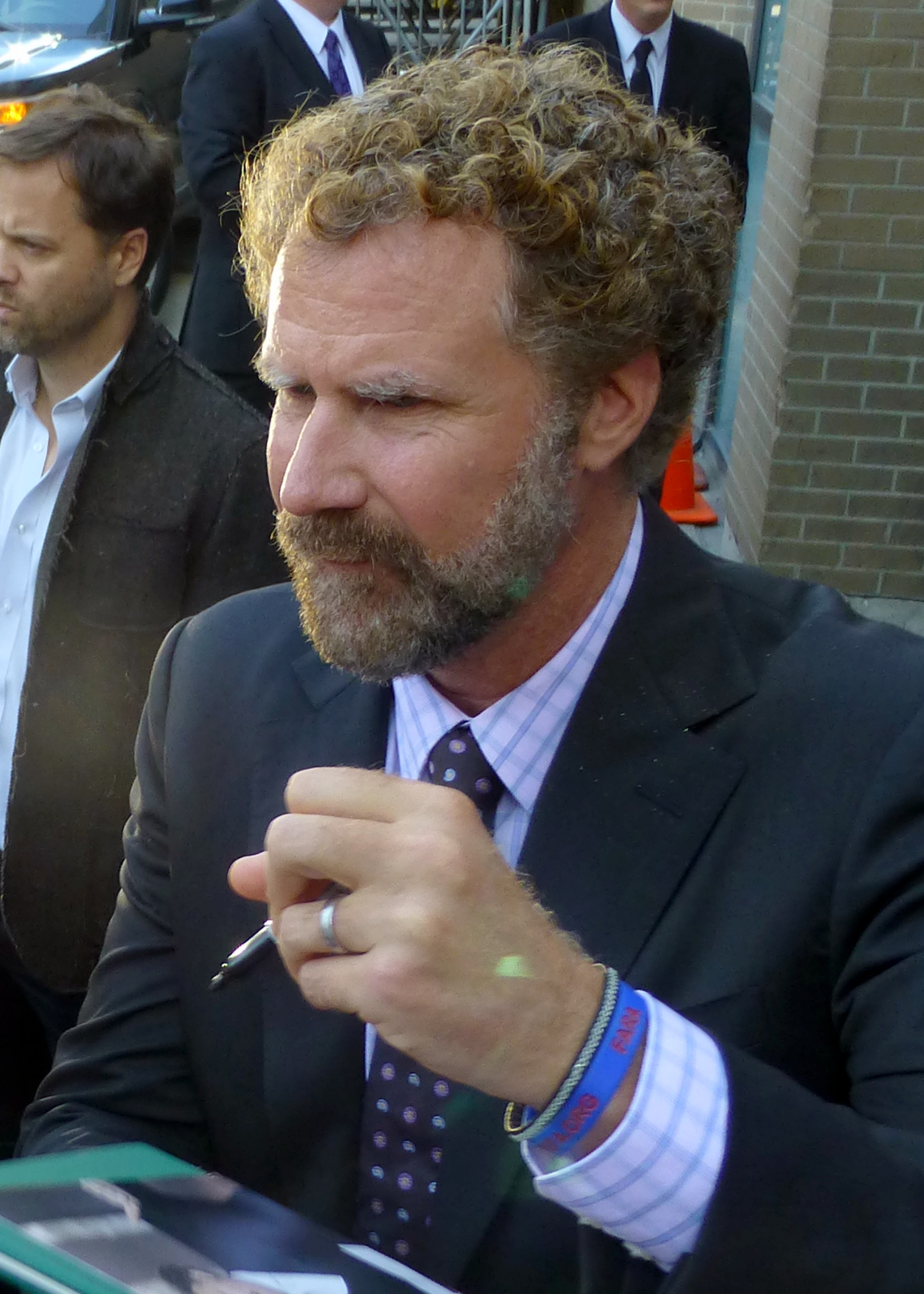
L'acteur principal Will Ferrell, l'année de tournage du film.

- Alison Brie (VF : Chloé Berthier ; VQ : Émilie Bibeau) : Alissa Barrow, la fiancée de James King
- Edwina Findley (en) (VF : Vanessa Van-Geneugden; VQ : Julie Beauchemin) : Rita Hudson
- Ariana Neal (VF : Issia Lorrain) : Makayla
- Erick Chavarria (VF : Alonso Venegas Flores) : Cecelio
- T.I. (VF : Diouc Koma ; VQ : Guillaume Champoux) : Russell
- Paul Ben-Victor (VF : Jacques Bouanich) : Gayle Burns
- Christopher Berry (VF : Franck Capillery) : Spider
- John Mayer (VF : Franck Lorrain) : John Mayer
- Jon Eyez : Big Mike
- Nito Larioza (VF : Antoine Fleury) : Jaoa
- Dan Bakkedahl (VF : Jérôme Wiggins) : Leo
- Greg Germann (VF : Pierre Tessier) : Peter Penny
- T. J. Jagodowski (en) (VF : Vincent Ropion) : Chris
- Jimmy Fallon (VF : Antoine Fleury) : lui-même

- Version française
  - Société de doublage : Dubbing Brothers
  - Direction artistique : Julien Kramer
  - Adaptation des dialogues : Julien Kramer et Fouzia Youssef

 Source et légende : version française (VF) sur RS Doublage, et selon le carton du doublage français télévisuel.